# Championnats de France de cyclisme sur route 2009
Les championnats de France de cyclisme sur route 2009 se sont déroulés à :
- Saint-Brieuc (Côtes-d'Armor), du 25 au 28 juin, pour les épreuves élites messieurs, amateurs et dames.
- Vendôme (Loir-et-Cher), du 20 au 23 août, pour les championnats de France de l'Avenir (cadets, juniors et espoirs).

## Résultats

### Hommes

#### Élites

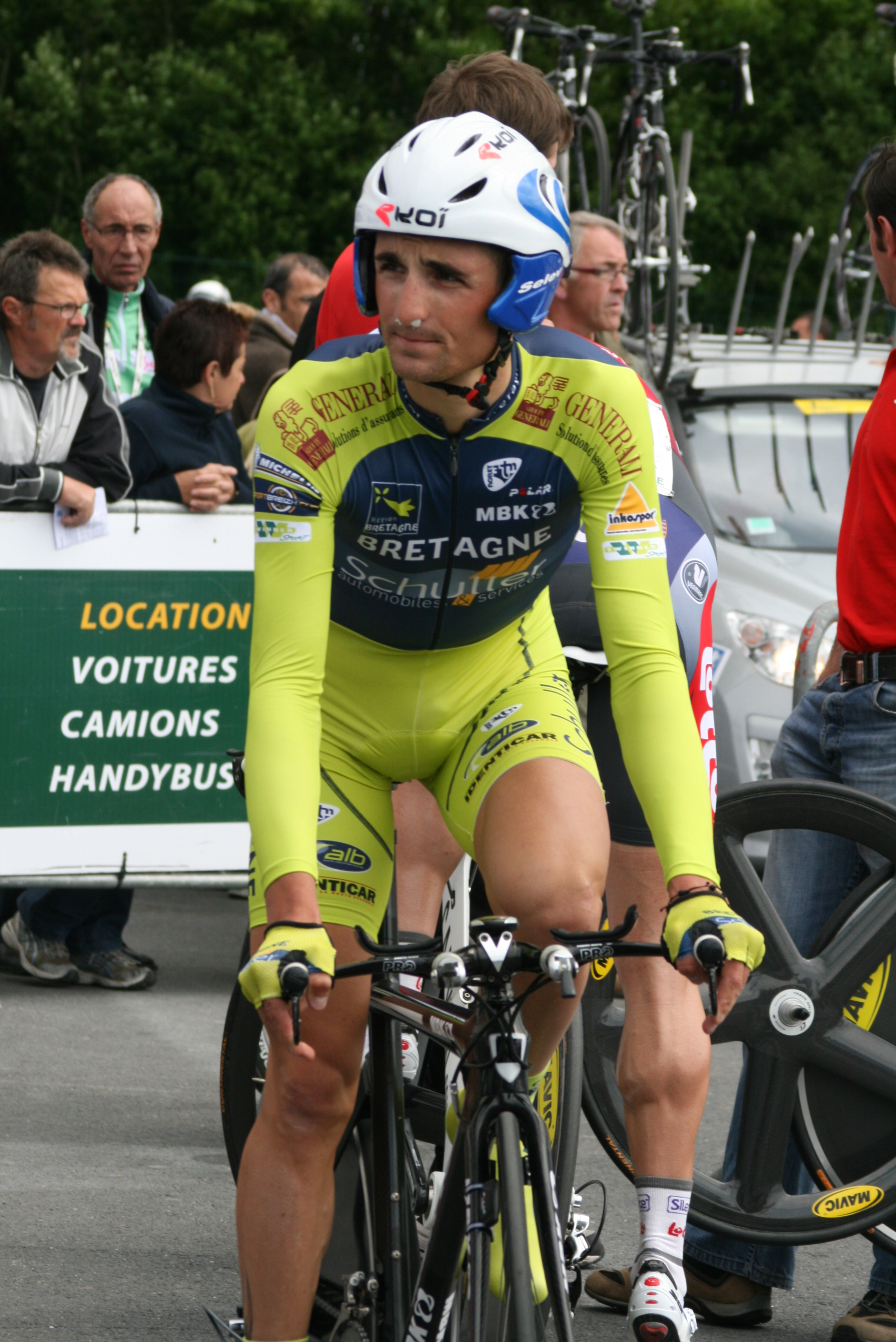
Dimitri Champion, le nouveau champion de France

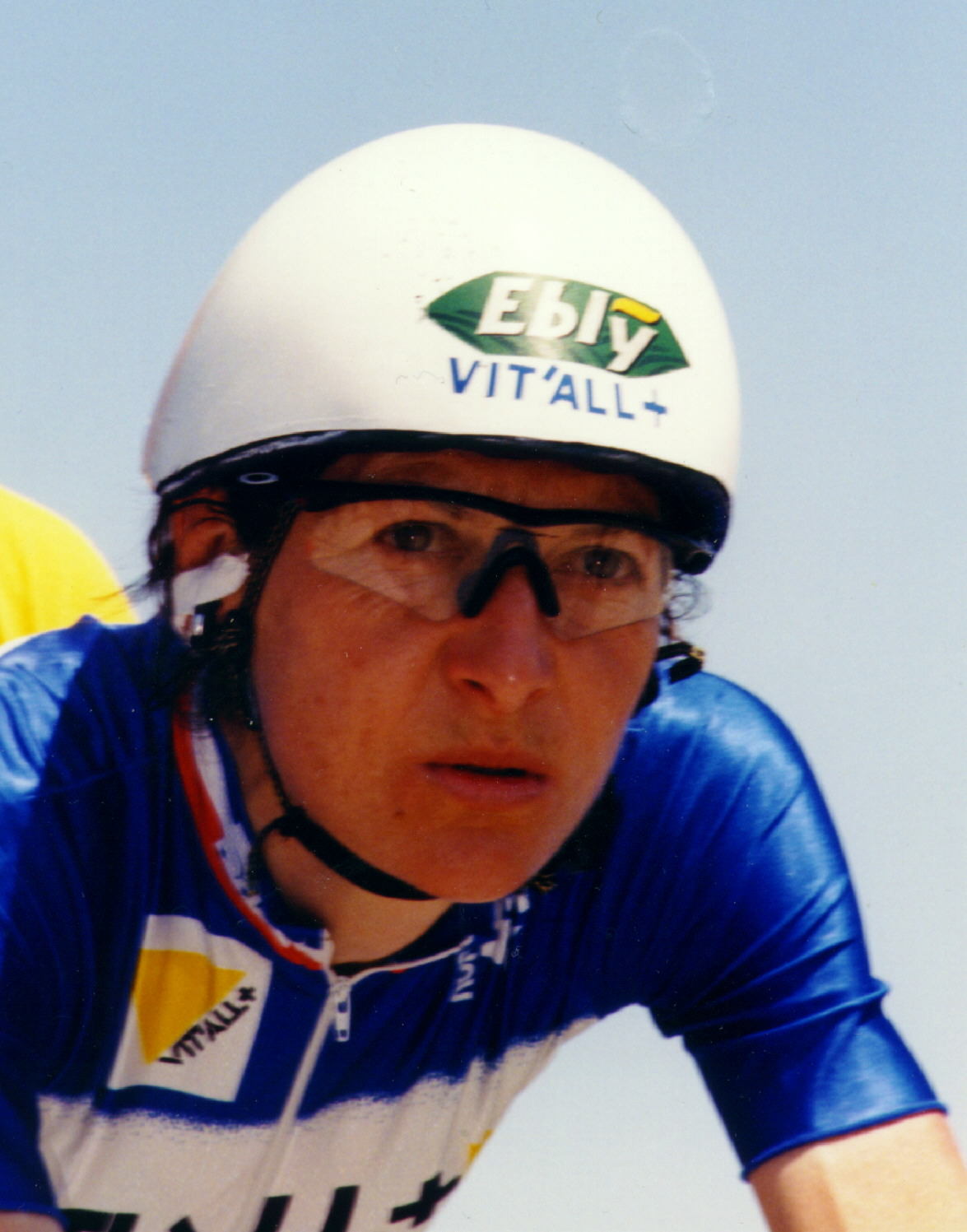
Jeannie Longo championne de France du contre-la-montre

| Épreuves         | Or                     | Or                | Or          | Argent           | Argent                | Argent | Bronze       | Bronze                | Bronze |
| Course en ligne  | Dimitri Champion       | Bretagne-Schuller |             | Anthony Geslin   | La Française des jeux |        | Anthony Roux | La Française des jeux |        |
| Contre-la-montre | Jean-Christophe Péraud | Creusot Cyclisme  | 58 min 06 s | Sylvain Chavanel | Quick Step            | à 24 s | David Le Lay | Agritubel             | à 39 s |

#### Espoirs
| Épreuves         | Or                | Or            | Or              | Argent         | Argent        | Argent | Bronze            | Bronze        | Bronze |
| Course en ligne  | Alexandre Lemair  | Normandie     | 3 h 46 min 30 s | Geoffrey Soupe | Franche-Comté | m.t.   | Anthony Delaplace | Bretagne      | m.t.   |
| Contre-la-montre | Romain Lemarchand | Ile-de-France | 42 min 23 s     | Nicolas Bonnet | Rhône-Alpes   | à 5 s  | Geoffrey Soupe    | Franche-Comté | à 20 s |

#### Amateurs
| Épreuve                  | Or               | Or                | Or | Argent        | Argent      | Argent | Bronze         | Bronze           | Bronze |
| Course en ligne amateurs | Samuel Plouhinec | Team Wilo Agem 72 |    | Arthur Vichot | CR4C Roanne | m.t.   | Frédéric Finot | Creusot Cyclisme | m.t.   |

#### Juniors
| Épreuves                 | Or             | Or       | Or          | Argent       | Argent              | Argent | Bronze           | Bronze         | Bronze |
| Course en ligne juniors  | Warren Barguil | Bretagne |             | Romain Guyot | Pays-de-la-Loire    | à 27 s | Aurélien Lapalus | Bourgogne      | à 29 s |
| Contre-la-montre juniors | Kévin Labèque  | Bordeaux | 25 min 12 s | Jimmy Turgis | Us Metro Transports | à 5 s  | Yoann Paillot    | C.O.Couronnais | à 22 s |

### Femmes

#### Élites
| Épreuve          | Or                       | Or              | Or              | Argent          | Argent             | Argent | Bronze          | Bronze             | Bronze |
| Course en ligne  | Christel Ferrier-Bruneau | Vision 1 Racing | 3 h 11 min 55 s | Marina Jaunatre | Vienne Futuroscope | à 2 s  | Jeannie Longo   | Rhône-Alpes        | à 4 s  |
| Contre-la-montre | Jeannie Longo            | Rhône-Alpes     | 33 min 42 s     | Edwige Pitel    | Rhône-Alpes        | à 34 s | Marina Jaunatre | Vienne Futuroscope | à 59 s |

#### Espoirs
| Épreuves         | Or             | Or       | Or              | Argent          | Argent             | Argent | Bronze        | Bronze             | Bronze       |
| Course en ligne  | Julie Krasniak | Lorraine | 3 h 12 min 29 s | Mélodie Lesueur | ESGL93-GSD Gestion | à 2 s  | Audrey Cordon | Vienne Futuroscope | à 2 min 17 s |
| Contre-la-montre | Julie Krasniak | Lorraine | 35 min 16 s     | Mélodie Lesueur | ESGL93-GSD Gestion | à 12 s | Caroline Mani | Vienne Futuroscope | à 17 s       |

#### Juniors
| Épreuves                 | Or                     | Or                | Or          | Argent          | Argent        | Argent | Bronze          | Bronze        | Bronze |
| Course en ligne juniors  | Pauline Ferrand-Prévot | Champagne-Ardenne |             | Roxane Fournier | Ile-de-France | m.t.   | Aude Biannic    | Bretagne      | m.t.   |
| Contre-la-montre juniors | Pauline Ferrand-Prévot | Champagne-Ardenne | 29 min 49 s | Aude Biannic    | Bretagne      | à 9 s  | Roxane Fournier | Ile-de-France | à 26 s |

## Listes des engagés
- Messieurs - course en ligne
- Messieurs - contre-la-montre
- Messieurs - amateurs
- Dames - course en ligne
- Dames - contre-la-montre